# Los habitantes de la rutina
Los Habitantes de la Rutina es el segundo álbum del grupo de rock argentino-uruguayo Raíces. Fue editado en 1980, y fue el último álbum editado por el grupo antes de su separación a mediados de los '80.

## Lista de canciones
| Lado A |                               |          |  |
| N.º    | Título                        | Duración |  |
| 1.     | «Los Habitantes de la Rutina» |          |  |
| 2.     | «Y la historia continúa»      |          |  |
| 3.     | «Amigo Candomberito»          |          |  |
| 4.     | «Amanecer en Zafia»           |          |  |

| Lado B |                          |          |  |
| N.º    | Título                   | Duración |  |
| 1.     | «Esto es Candombe»       | 4:20     |  |
| 2.     | «Para mi abuelo Jacinto» |          |  |
| 3.     | «Nube Marrón»            | 5:19     |  |
| 4.     | «Tijeras Latinas»        |          |  |

## Músicos
- Beto Satragni: Bajo, acústicas, voz y coros
- Alberto Bengolea: Guitarra
- Jimmy Santos: Tumbadoras, tamboril y coros
- Leo Sujatovich: Piano, strings y mini moog
- Juan Carlos Tordo: Batería y coros

Músicos invitados
- Rubén Rada: Percusiones varias
- Diego Rapoport: Piano en “Esto es Candombe”
- Quique Sinessi: Guitarra en “Esto es Candombe”